# Placentia (Califòrnia)
Placentia és una població del Comtat d'Orange (Califòrnia) als Estats Units d'Amèrica.

## Demografia
Segons el cens del 2000, Placentia tenia 46.488 habitants
, 15.037 habitatges, i 11.683 famílies. La densitat de població era de 2.723,7 habitants/km².
Dels 15.037 habitatges en un 37,9% hi vivien nens de menys de 18 anys, en un 61,5% hi vivien parelles casades, en un 11,2% dones solteres, i en un 22,3% no eren unitats familiars. En el 16% dels habitatges hi vivien persones soles el 4,9% de les quals corresponia a persones de 65 anys o més que vivien soles. El nombre mitjà de persones vivint en cada habitatge era de 3,07 i el nombre mitjà de persones que vivien en cada família era de 3,42.
Per edats la població es repartia de la següent manera: un 27% tenia menys de 18 anys, un 9,5% entre 18 i 24, un 32% entre 25 i 44, un 22,4% de 45 a 60 i un 9,1% 65 anys o més.
L'edat mediana era de 33 anys. Per cada 100 dones de 18 o més anys hi havia 96 homes.
La renda mediana per habitatge era de 62.803 $ i la renda mediana per família de 68.976 $. Els homes tenien una renda mediana de 46.956 $ mentre que les dones 34.184 $. La renda per capita de la població era de 23.843 $. Entorn del 5,7% de les famílies i el 8,7% de la població estaven per davall del llindar de pobresa.

## Poblacions properes
El següent diagrama mostra les poblacions més properes.